# Karl Rydingsvärd
Karl Arthur Rydingsvärd (Rydingsward), född 22 november 1863 i Gesäters socken, Dalsland, död 2 maj 1941 i Portland, Maine, USA, var en svensk-amerikansk träsnidare och möbelmakare, som arbetade i en nationalromantisk stil, inspirerad av vikingatida ornament. 

## Biografi

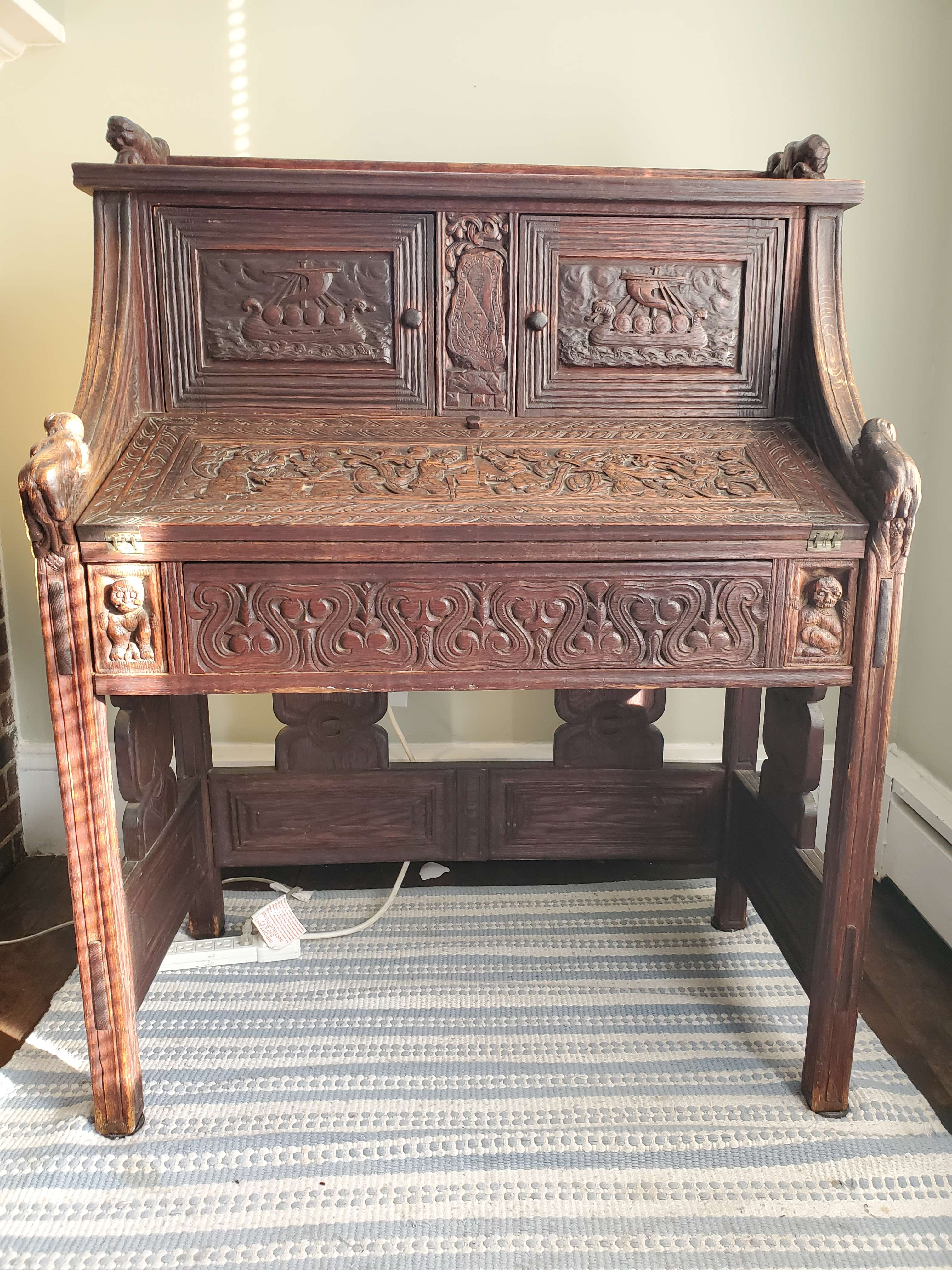
Rydingsvärds skrivbord som han gjort till sig själv.

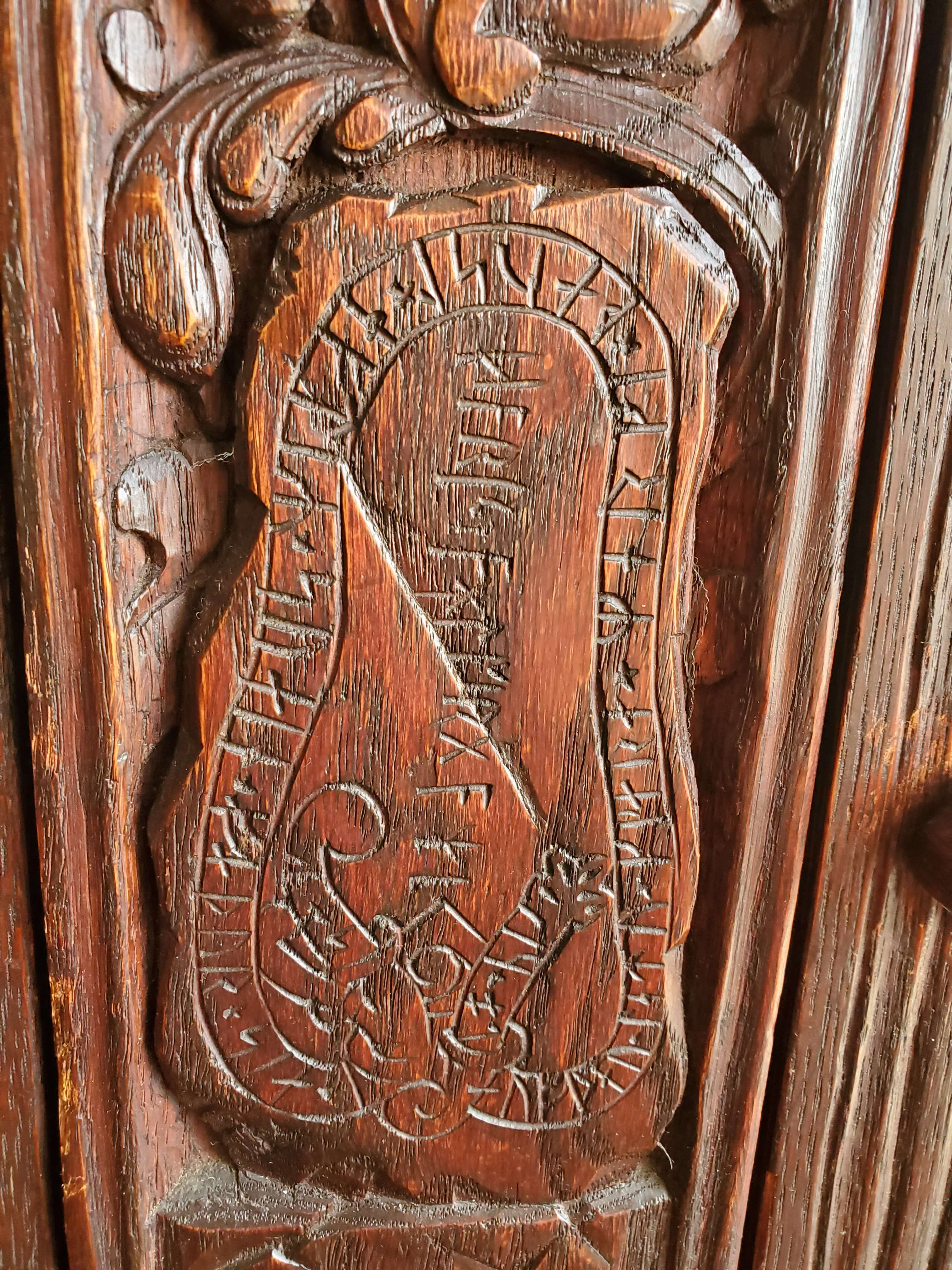
Detalj av skrivbordet), som visar den svenska Skåängsstenen med sina runinskrifter.

Rydingsvärd var son till lanthandlaren Axel Georg Rydingsvärd och Emma Cecilia Holmström, samt bror till skulptören Gustaf Viktor Rydingsvärd. Han var gift 1886–1898 med konstnären Annie Maria Davis och från 1898 med Ida Withouse Jackson. Rydingsvärd studerade vid Tekniska skolan i Stockholm och utvandrade efter studierna till Amerika där han 1883 öppnade en träsnideriskola i Boston. Han var även verksam som lärare i träsnideri vid Rhode Island School of Design i Providence samt senare vid lärarhögskolan Teachers College vid Columbia University. I samband med det senare flyttade han sin privata snidarskola till New York. Omkring 1923 bosatte han sig i Portland och var där huvudsakligen verksam med eget skapande. För finansmannen Arthur Curtiss James sommarresidens i Newport på Rhode Island utförde han en större snidad fris med tolv scener ur det amerikanska pionjärlivet samt till samme finansmans lustyacht en serie reliefer med motiv ur bland annat Völsungasagan. Efter första världskriget organiserade han på amerikanska statens uppdrag ett antal anstalter med undervisning i konsthantverk för amerikanska krigsinvalider.